# Чукуду

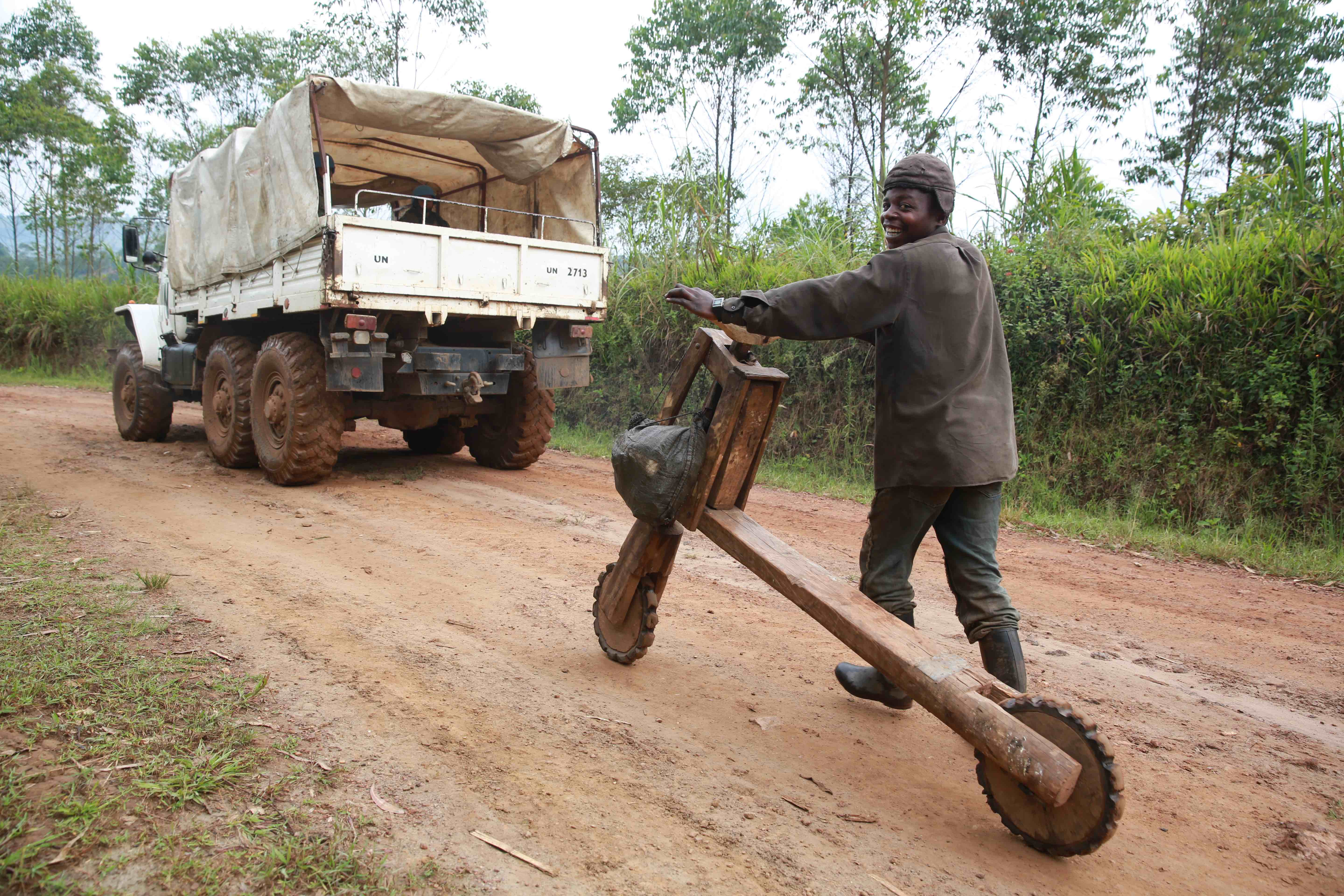
Чоловік штовхає чукуду у Північному Ківу.

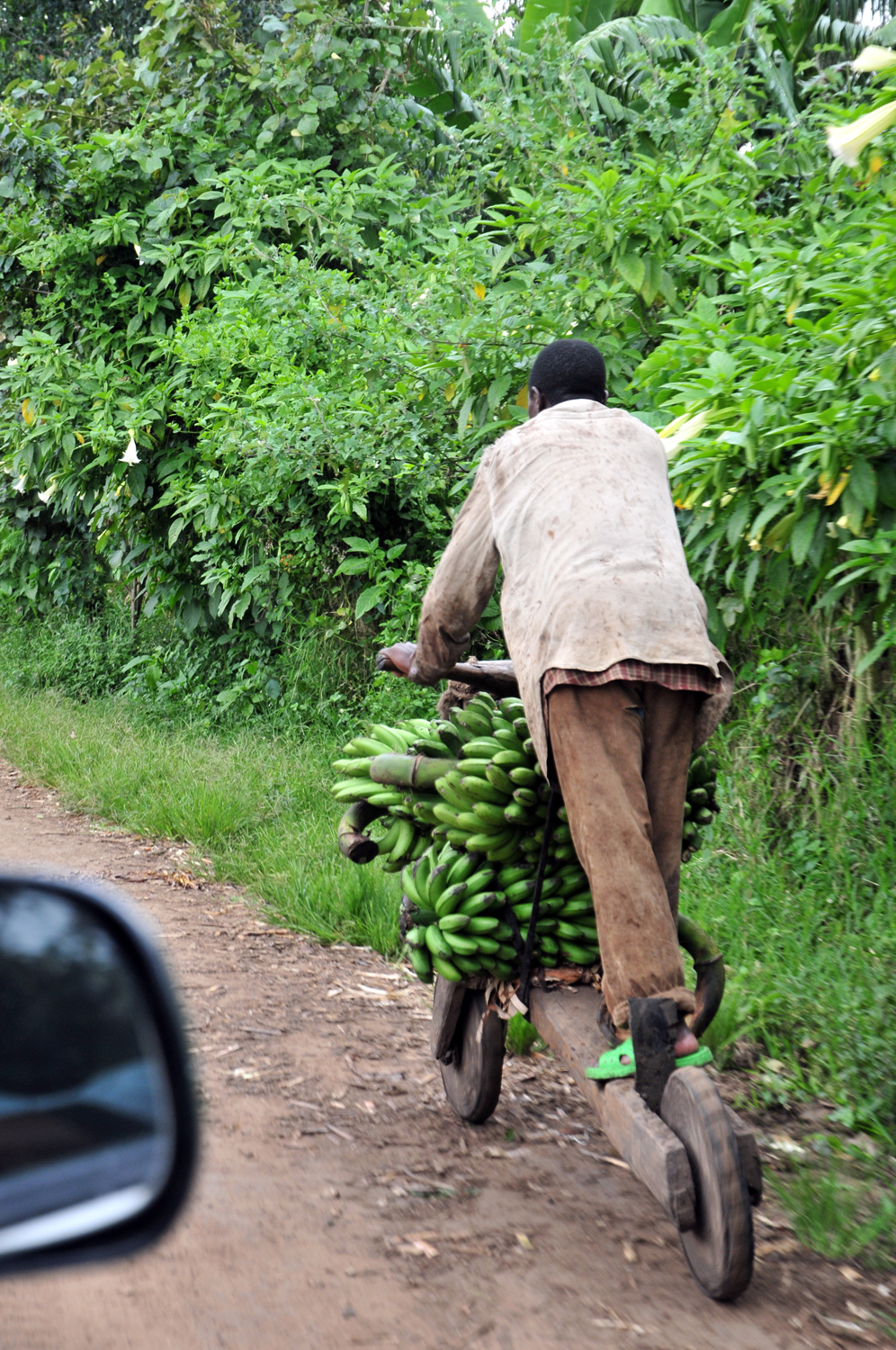
Перевезення бананів на чукуду у Північному Ківу.

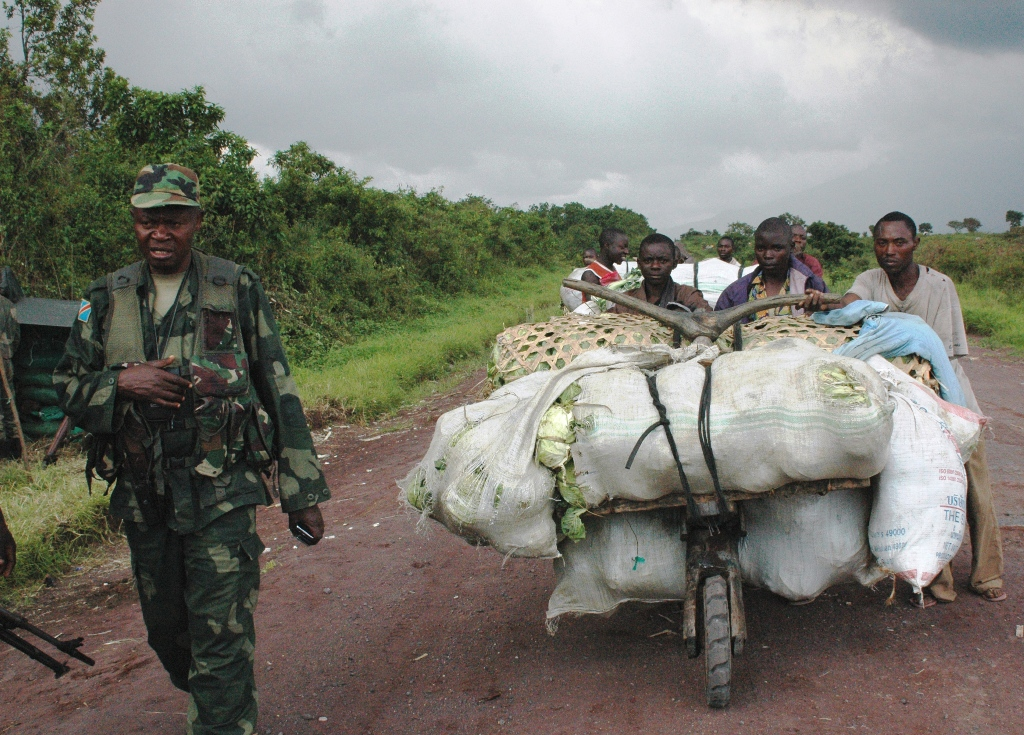
Транспортування свіжої продукції, на військовому пункті пропуску у Гомі.

Чукуду — рукотворний двоколісний транспортний засіб, який використовується на сході Демократичної Республіки Конго. Він виготовляється з дерева, і використовується для перевезення вантажів.
Як правило, чукуду має кутову раму, два невеликі колеса (часто з дерева, іноді обмотані гумою), кермо та накладку для того, щоб оператор міг розмістити своє коліно під час приведення чукуду в рух ногою. При спусканні схилом, водій стоїть на рамі, як на самокаті. На рівній поверхні їздець може покласти одне коліно на раму і відштовхуватись від землі іншою ногою, як на колінному самокаті.
Можуть бути додані гумові бризковики та амортизаційні пружини.

## Історія
Чукуду вперше з'явився у 1970-х роках у Північному Ківу, у важкі економічні часи за правління Мобуту Сесе Секо.
Його винайшов Педро Сарракайо в 1972 році. Саракайо, португалець, жив в Анголі між 1966 і 1975 роками, в місті Уіге, Північна Ангола, поблизу конголезького кордону (річка Заїр).
У молодості Педро усвідомив необхідність місцевого транспортування важких вантажів пішки, згодом винайшов Чукуду.
У 2008 році чікуду продавався за 100 доларів США, при вартості матеріалів майже 60 доларів США. Подібно, у 2014 році вони коштували від 50 до 100 доларів і використовувалися для заробітку до 10 доларів на день, у районі, де більшість людей живе на менше ніж 2 долари на день. Стаття 2014 року оцінила вартість у приблизно 150 доларів США, яку водій міг окупити приблизно за півроку, заробляючи 10–20 доларів на день.

## Побудова
У Гомі, де чукуду утворюють "основу місцевої транспортної системи", чукуду виготовляють із твердої деревини мумба та евкаліпта, та викинутих шин для колісних протекторів. Ці чукуду потребують одного-трьох днів для побудови, і працюють два-три роки. Найчастіше мають розмір близько двох метрів і корисного навантаження близько 450 кг. Однак "найбільші чукуду можуть перевозити до 800 кілограмів ваги".
Невеликий чукуду можна побудувати приблизно за три години, використовуючи розмірні пиломатеріали та матеріали, доступні у господарських магазинах.
Чукуду прилаштовуються для перевезення різних типів вантажів. Для перевезення дров, деякі чукуду мають просвердлений отвір посеред посадочної балки та вставлену палицю, щоб утримувати дрова на місці. Інші мають великий кошик для перевезення різних вантажів.